# Trentepohlia bifascigera
Trentepohlia bifascigera är en tvåvingeart som beskrevs av Alexander 1940. Trentepohlia bifascigera ingår i släktet Trentepohlia och familjen småharkrankar. Inga underarter finns listade i Catalogue of Life.